# Hellerup Is
Hellerup Is var en dansk isfabrik i Hellerup, grundlagt 1913. Virksomheden eksisterede, indtil den i 1970 blev overtaget af Unilever og indgik i isselskabet Frisko.
Hellerup Is blev grundlagt af fabrikant Lauritz Jensen og hustru Agnes. Lauritz Jensen påbegyndte sammen med en bager en fabrikation af is ved Svanemøllen i 1906, men drog til New York i 1907 efter at have hørt om iscremens succes i USA. Efter tre års forløb blev Jensen ansat på Trodjan Ice Cream Co., hvor han opbyggede ekspertise på feltet og året efter kunne hente sin forlovede til USA. De giftede sig samme år og året efter fik de sønnen Gustav Remy-Jensen. I dette år, 1912, vendte parret ved juletide hjem til Danmark og påbegyndte en isproduktion i en lejet kælder på Østerbro, hvor Lauritz stod for frysningen, mens Agnes stod for vaffelbagningen. Virksomheden flyttede snart efter til permanente lokaler på Onsgårdsvej 1 i Hellerup, heraf firmanavnet. I 1919 flyttede fabrikken til større lokaler på nabogrunden i nr. 3.
I løbet af de næste 50 år voksede fabrikken støt, og i 1959 flyttede Gustav Remy-Jensen, der havde overtaget ledelsen efter forældrene, fabrikken til Tureby på Sjælland. Under besættelsen var fabrikken blevet schalburgteret 17. januar 1944 og under folkestrejken samme år blev produktionen indstillet og fløden i stedet udleveret til trængende danskere.
1950'erne var et højdepunkt for isfabrikkens popularitet, som bl.a. blev forøget ved skuespilleren Ib Schønbergs optræden i selskabets annoncer i 1953. I denne periode producerede Hellerup Is 180.000 ispinde i døgnet (og til tider hele 75.000 ispinde i timen), og var blevet Skandinaviens mest moderne flødeisfabrik.
I 1969 blev Hellerup Is slået sammen med flere isfirmaer under navnet Sol Is og året efter blev fabrikken overtaget af Unilever. Fabriksbygningerne på Onsgårdsvej er revet ned.